# Кабаиро, Джон
Джон Кабаиро (суахили John Kabaireho; ум. 22 января 2014, Кампала) — премьер-министр Королевства Анколе с 1962 по 25 июня 1963 года.

## Биография
Джон Кабаиро родился в деревне Бвома (англ. Bwoma). В 1960 году Кабаиро победил на местных выборах в районный совет. Он был одним из нескольких угандийцев, принимавших участие в Конференции по спасению правительства (англ. Uganda Self Governance Conference) и Конференции независимости в 1961 году.
В 1962—1963 годах Джон Кабаиро был премьер-министром Королевства Анколе. Во время правления президента Юсуфа Луле, Кабаиро был главой западного региона страны. В его обязанности входили набор солдат и образование сильной армии, для чего была создана тренировочная база в Мбарара.
Джон Кабаиро умер 22 января 2014 года в возрасте 91 года.